# Rowan Robertson
Pour les articles homonymes, voir Robertson.
Rowan Robertson (né le 22 novembre 1971 à Cambridge en Angleterre) est un guitariste britannique de heavy metal.

## Influences
Rowan Roberston apprend la guitare dès l'âge de cinq ans.
Intéressé par le groupe Dio, il apprend en 1984 les chansons à la guitare de l'album The Last in Line.
Il est très influencé par  de grands guitaristes comme Jimi Hendrix, Steve Vai, Randy Rhoads, Vivian Campbell et Eddie Van Halen.